# Таратута, Аба Яковлевич
Аба Яковлевич Таратута (ивр. אבא טרטוטה‎; 6 сентября 1935, Ленинград, СССР — 18 октября 2023, Хайфа, Израиль) — советский отказник, преподаватель иврита, один из лидеров движения советских евреев за свободу выезда в Израиль.

## Биография

### Детство
Родился в 1935 году в Ленинграде в нерелигиозной еврейской семье выходцев из Украины. Мать — Фаня Григорьевна Эпштейн (1910, Киев — 1988, Ленинград), работала машинисткой в типографии, кассиром в аптеке. Отец — Яков Абрамович (Янкель-Мойше Шмуль-Абович) Таратута (1897, Умань — 1970, Ленинград), работал снабженцем на заводе, на фабрике и в магазине промтоваров.
Жена — Ида Таратута (в девичестве Авидон, род. 1930, Ленинград), преподаватель иврита и английского языка. Сын — Михаил Таратута (род. 1961, Ленинград), дизайнер и художник, живёт в США.
В 1941—1944 годах вместе с семьёй находился в эвакуации в городе Троицке на Урале. В Троицке впервые столкнулся с проявлениями антисемитизма. После возвращения в 1944 году в Ленинград жил с семьей на Лиговской улице, постоянно подвергаясь в школе избиениям и оскорблениям как единственный еврей в классе. Был вынужден перейти в другую школу в центре Ленинграда, где проучился со второго по десятый класс.

### Деятельность в СССР
В 1958 году окончил астрономическое отделение математико-механического факультета Ленинградского университета по специальности «радиоастрономия». После окончания университета работал в секретной научно-исследовательской организации «почтовый ящик 62728», с 1960 по 1964 — в другой секретной организации на должности инженера-математика, c 1964 по 1972 год — ведущий инженер. Обучался в заочной аспирантуре.
После победы Израиля в шестидневной войне 1967 года и ввода советских войск в Чехословакию Таратута решил репатриироваться в Израиль. В августе 1972 года уволился с работы и ушёл из аспирантуры, сдав кандидатский минимум.
После увольнения вынужден был поступить на курсы таксистов, также работал в комиссии по оценке основных фондов ленинградских профессионально-технических училищ. Впоследствии, до первого «отказа», работал шофером грузового автомобиля в «Ленгазе».
В мае 1973 года с женой и сыном подали в ОВИР документы на выезд, получив от друзей вызов из Израиля.
С августа 1973 года — «в отказе» по режимным соображениям. С 1973 по 1977 годы работал в ремонтно-строительных управлениях монтером лифтов, давал частные уроки математики школьникам. Пройдя краткий курс иврита у Биньямина Хайкина, стал его преподавать раз в неделю у себя дома. В ульпане Таратуты занимались многие известные «отказники», в том числе занятия посещал поэт Игорь Губерман.
В декабре 1974 года принял участие в демонстрации в приёмной президиума Верховного Совета СССР, приуроченной к четвёртой годовщине со дня вынесения приговоров по Ленинградскому самолётному делу.
С 1977 по 1981 годы числился секретарем у известного математика и «отказника» Абрама Мееровича Кагана.
С 1981 года работал вместе с отказниками Лазарем Казакевичем, Михаилом Гоцем и Марком Будняцким кочегаром в котельной при общественной бане.
С 1974 года Аба Таратута стал размножать учебники иврита, изготавливать копии книг, в том числе серии «Библиотека Алия» и самодельные сборники материалов, готовил материалы для самиздатского журнала «Евреи в СССР». Копии книг распространялись в Ленинграде, Москве, Риге, Вильнюсе, Биробиджане, Иркутске. С 1982 года размножал и распространял «Ленинградский еврейский альманах». Также основал уникальную подпольную «библиотеку отказа» с книгами еврейской тематики.
В середине 1970-х годов в квартире Таратуты действовал подпольный математический семинар под руководством математика Бориса Грановского, впоследствии получивший статус семинара «Техниона», а также юридический семинар под руководством Валерия Сегаля. В работе семинаров принимали участие известные учёные: Абрам Каган, Александр Михайлович Заездный, Алик Иоффе, правозащитник Владимир Альбрехт, один из лидеров движения за свободный выезд евреев из СССР Владимир Престин.
Аба Таратута шефствовал над политическими заключенными: Марком Дымшицем, Борисом Календаревым и Роальдом Зеличенком, осужденными за борьбу за выезд в Израиль, и посещал их в местах заключения.
Неоднократно сталкивался с давлением властей: обысками, необоснованными проверками паспортного режима, вызовами в прокуратуру, беседами с сотрудниками КГБ, порочащими репутацию публикациями в советской прессе.
В годы «отказа» Таратута занимался распределением полученной от западных общественных организаций помощи. Деньги шли на размножение учебников иврита и еврейского самиздата, на оплату поездок к узникам Сиона, оказание материальной помощи их семьям, на посылки в тюрьмы и лагеря.
23 марта 1987 года возле Ленинградского обкома вместе с женой Идой, Борисом Локшиным, Леей Шапиро, Инной Рожанской-Лобовиковой, Еленой Кейс-Куной, Михаилом Бейзером участвовал в демонстрации под лозунгами «Отпусти народ мой», «Требуем разрешения на выезд в Израиль». Впоследствии участвовал в двух других демонстраций отказников: 23 апреля 1987 года на Площади Пролетарской диктатуры и 11 июня 1987 года на Исаакиевской площади.
В 1988 году получил разрешение на выезд.

### В Израиле
По приезде в Израиль поселился с семьей в Тель-Авиве, обучался в ульпане «Бейт Бродецки». Работал до выхода на пенсию в 2000 году в университете «Технион» в отделе космических исследований, участвовал в разработке прибора для подводной связи между водолазами. В 1997 году начал преподавать математику в 7-9-х классах в системе физико-математических школ «Мофет».
В 2002 году Аба Таратута стал инициатором создания и бессменным исполнительным директором ассоциации под названием «Запомним и сохраним». Ассоциация занимается сбором и хранением документов, отражающих борьбу советских евреев за право на репатриацию и за полноценную еврейскую жизнь в СССР, организовывает тематические выставки.
Написал совместно с супругой книгу воспоминаний, изданную на русском (2016), английском (2019) и иврите (2021).
Жил в Хайфе, умер 18 октября 2023 года.